# Laupala makaio
Laupala makaio är en insektsart som beskrevs av Shaw, K.L. 2000. Laupala makaio ingår i släktet Laupala och familjen syrsor. Inga underarter finns listade i Catalogue of Life.